# Kopasz bülbül
A kopasz bülbül (Pycnonotus hualon) a madarak osztályának verébalakúak (Passeriformes) rendjébe, a bülbülfélék (Pycnonotidae) családjába tartozó faj.

## Felfedezése
Az új fajt az University of Melbourne kutatói találták egy bányavállalat által finanszírozott vadvédelmi projektben 2009-ben. A korlátozás és a barátságtalan élőhely okozta, hogy ilyen sokáig észrevétlen tudott maradni.

## Rendszerezése
A fajt Iain Woxvold, Will Duckworth és Rob Timmins írták le 2009-ben. Egyes szervezetek szerint a Nok nem egyedüli faja, Nok hualon néven. Tudományos nevében a „hualon”-t a lao kopasz szóról kapta.

## Előfordulása
Laoszban, Szavannakhet tartományának mészkőkarsztos vidékén honos. Természetes élőhelyei a szubtrópusi vagy trópusi síkvidéki esőerdők. Állandó, nem vonuló faj.

## Megjelenése
Testhossza 19 centiméter, testtömege 33-41 gramm. Rózsaszínű, csupasz arca, nagy fekete szeme és kékes szemgyűrűje van. A hátán a tollazata olívazöld, a begye világos színű.
|  |

## Életmódja
Gyümölcsökkel és bogyókkal táplálkozik.

## Természetvédelmi helyzete
Az elterjedési területe nem kicsi, egyedszáma viszont csökkenő, de még nem éri el a kritikus szintet. A Természetvédelmi Világszövetség Vörös listáján nem fenyegetett fajként szerepel.